# 貨幣乗数
貨幣乗数（かへいじょうすう、英語: money multiplier）とは、マネタリーベース/ハイパワードマネー1単位に対し、何単位のマネーサプライを作り出すことができるかを示すものである。信用乗数（しんようじょうすう、英語: credit multiplier）ともいう。

## 数学的説明
マネーサプライ（数式では{\displaystyle M} と表記）は公衆が保有する通貨（currency、数式では{\displaystyle C} と表記）と預金（deposit、数式では{\displaystyle D} と表記）に分解される。また、中央銀行がコントロールできるマネタリーベース（数式では{\displaystyle H} と表記）は公衆が保有する通貨と銀行が中央銀行に預金する準備金（reserve、数式では{\displaystyle R} と表記）に分解される。つまり、
{\displaystyle {\begin{cases}M=C+D...(1)\\H=C+R...(2)\end{cases}}}

となる。ここで(1)式を(2)式で割り、その式の分母・分子を{\displaystyle D} で割ると、
{\displaystyle {\begin{aligned}{\frac {M}{H}}&={\frac {C+D}{C+R}}\\&={\frac {{\frac {C}{D}}+1}{{\frac {C}{D}}+{\frac {R}{D}}}}...(3)\\\end{aligned}}}
となる。(3)式の分母・分子にある{\displaystyle {\frac {C}{D}}}は現金・預金比率を表し、分母にある{\displaystyle {\frac {R}{D}}}は準備・預金比率を表す。(3)式に{\displaystyle H} を乗じると、
{\displaystyle {\begin{aligned}M&={\frac {{\frac {C}{D}}+1}{{\frac {C}{D}}+{\frac {R}{D}}}}H\\&=mH...(4)\\\end{aligned}}}
となり、(4)式の右辺にある{\displaystyle H} の係数 {\displaystyle m} が貨幣乗数であり、マネーサプライは貨幣乗数とマネタリーベースの積の形で表現される。

## 貨幣乗数の変化による影響
上記(4)式より現金・預金比率の上昇（低下）或いは準備・預金比率の上昇（低下）により、貨幣乗数は低下（上昇）し、マネーサプライを減少（増加）させることとなる。